# Scelotes anguineus
Scelotes anguineus är en ödleart som beskrevs av  George Albert Boulenger 1887. Scelotes anguineus ingår i släktet Scelotes och familjen skinkar. Inga underarter finns listade i Catalogue of Life.